# Santar (Nelas)
Santar é uma vila portuguesa que foi sede da extinta Freguesia de Santar do Município de Nelas, freguesia que tinha 12,47 km² de área e 1 042 habitantes (2011), e, assim, uma densidade populacional de 83,6 hab/km².
A freguesia de Santar foi extinta (agregada) pela reorganização administrativa de 2012/2013, sendo o seu território integrado na então criada União de Freguesias de Santar e Moreira.
A povoação de Santar foi elevada à categoria de vila pelo decreto n.º 15 128 de 21 de Março de 1928, que também conferiu o mesmo estatuto à povoação de Canas de Senhorim, do mesmo município, que passou a chamar-se Canas da Beira.
Para além da localidade de Santar, integravamm a antiga Freguesia de Santar as aldeias de Casal Sancho e Fontanheiras.

## População
| População da freguesia de Santar | População da freguesia de Santar | População da freguesia de Santar | População da freguesia de Santar | População da freguesia de Santar | População da freguesia de Santar | População da freguesia de Santar | População da freguesia de Santar | População da freguesia de Santar | População da freguesia de Santar | População da freguesia de Santar | População da freguesia de Santar | População da freguesia de Santar | População da freguesia de Santar | População da freguesia de Santar |
| -------------------------------- | -------------------------------- | -------------------------------- | -------------------------------- | -------------------------------- | -------------------------------- | -------------------------------- | -------------------------------- | -------------------------------- | -------------------------------- | -------------------------------- | -------------------------------- | -------------------------------- | -------------------------------- | -------------------------------- |
| 1864                             | 1878                             | 1890                             | 1900                             | 1911                             | 1920                             | 1930                             | 1940                             | 1950                             | 1960                             | 1970                             | 1981                             | 1991                             | 2001                             | 2011                             |
| 2 267                            | 2 530                            | 2 310                            | 2 531                            | 2 585                            | 2 491                            | 2 710                            | 2 815                            | 2 845                            | 2 685                            | 2 327                            | 2 343                            | 1 253                            | 1 156                            | 1 042                            |

Com lugares desta freguesia foi criada, pela Lei n.º 29/86,  de 23 de Agosto, a freguesia de Santar
| Distribuição da População por Grupos Etários | Distribuição da População por Grupos Etários | Distribuição da População por Grupos Etários | Distribuição da População por Grupos Etários | Distribuição da População por Grupos Etários | Distribuição da População por Grupos Etários | Distribuição da População por Grupos Etários | Distribuição da População por Grupos Etários | Distribuição da População por Grupos Etários | Distribuição da População por Grupos Etários |
| -------------------------------------------- | -------------------------------------------- | -------------------------------------------- | -------------------------------------------- | -------------------------------------------- | -------------------------------------------- | -------------------------------------------- | -------------------------------------------- | -------------------------------------------- | -------------------------------------------- |
| Ano                                          | 0-14 Anos                                    | 15-24 Anos                                   | 25-64 Anos                                   | > 65 Anos                                    |                                              | 0-14 Anos                                    | 15-24 Anos                                   | 25-64 Anos                                   | > 65 Anos                                    |
| 2001                                         | 165                                          | 172                                          | 554                                          | 265                                          |                                              | 14,3%                                        | 14,9%                                        | 47,9%                                        | 22,9%                                        |
| 2011                                         | 120                                          | 104                                          | 546                                          | 272                                          |                                              | 11,5%                                        | 10,0%                                        | 52,4%                                        | 26,1%                                        |

Média do País no censo de 2001:  0/14 Anos-16,0%; 15/24 Anos-14,3%; 25/64 Anos-53,4%; 65 e mais Anos-16,4%
Média do País no censo de 2011:   0/14 Anos-14,9%; 15/24 Anos-10,9%; 25/64 Anos-55,2%; 65 e mais Anos-19,0%

## Património

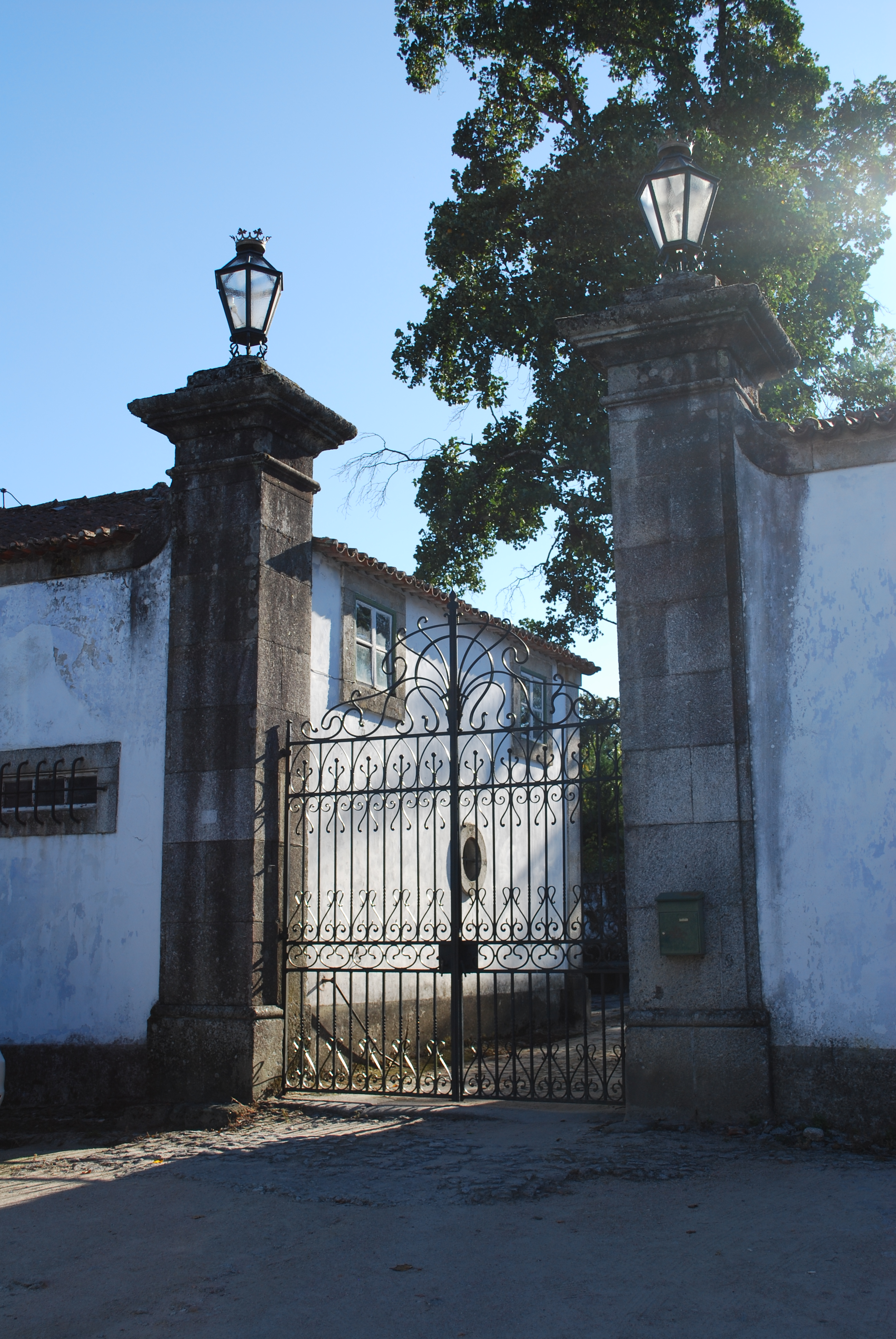
Casa das Fidalgas (entrada).

- Casa do Soito e Paço dos Cunhas (incluindo jardim e pomares delimitados por uma cerca)
- Igreja da Santa Casa da Misericórdia de Santar[4]
- Casa das Fidalgas
- Casa e Quinta de Santar (de Melo Pais do Amaral, depois Conde de Santar)

## Associações
- Sporting Clube de Santar
- Sociedade Musical 2 de Fevereiro de 1898 - Banda de Santar
- Grupo Cultural e Recreativo de Santar
- Grupo de Danças e Cantares Regionais " Os Santarenses"
- Associação Cultural e Informativa " Os amigos de Santar" - Jornal Santarense
- Cruz Vermelha Portuguesa - Núcleo de Santar
- Santa Casa da Misericórdia de Santar

## Gastronomia
- Coelho à mirra
- Migas à lagareiro
- Caldo de debulho
- Caldo verde
- Bola de farinha de milho: sardinha, vinha-de-alhos e chouriço
- Bola de farinha de trigo: presunto, queijo, vinha-de-alhos, fiambre e chouriço
- Cozido à beira
- Morcela
- Chouriço
- Presunto
- Queijo da serra
- Feijoada à santarense
- Batata a murro com bacalhau assado na brasa
- Vinho do Dão

## Festas, feiras e romarias

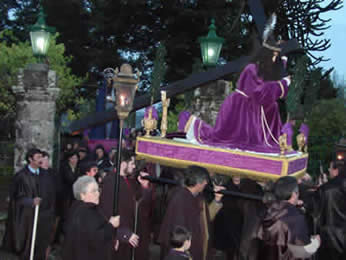
Semana Santa em Santar.

### Festas
- Festa da Vila - 21 de Março - Elevação à Vila
- Festa Popular da Vila - Agosto
- Aniversário da Sociedade Musical 2 de Fevereiro - Concerto Público
- Aniversário do Grupo de Danças e Cantares
- Aniversário do Grupo Cultural e Recreativo de Santar
- São Pedro de Santar (Padroeiro da Paróquia)
- Semana Santa

### Feira
- Feira de Santar - último sábado de cada mês

### Romarias
- Santo António, São João e São Pedro - Junho
- São Sebastião
- Santa Bárbara
- Senhora da Piedade
- Santa Luzia - Casal Sancho
- São Cristóvão - Fontanheiras

## Personalidades ilustres
- Senhor de Santar e Conde de Santar